# Claudia Dobles Camargo

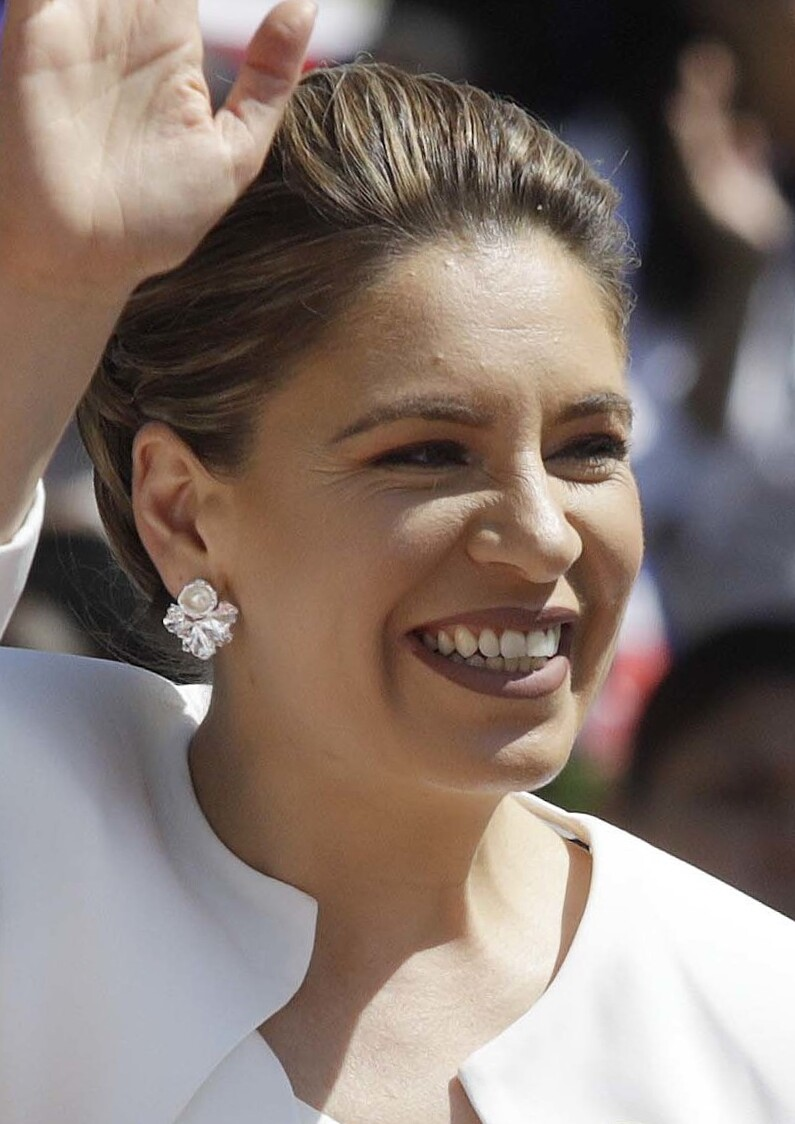
Claudia Dobles Camargo, 2018

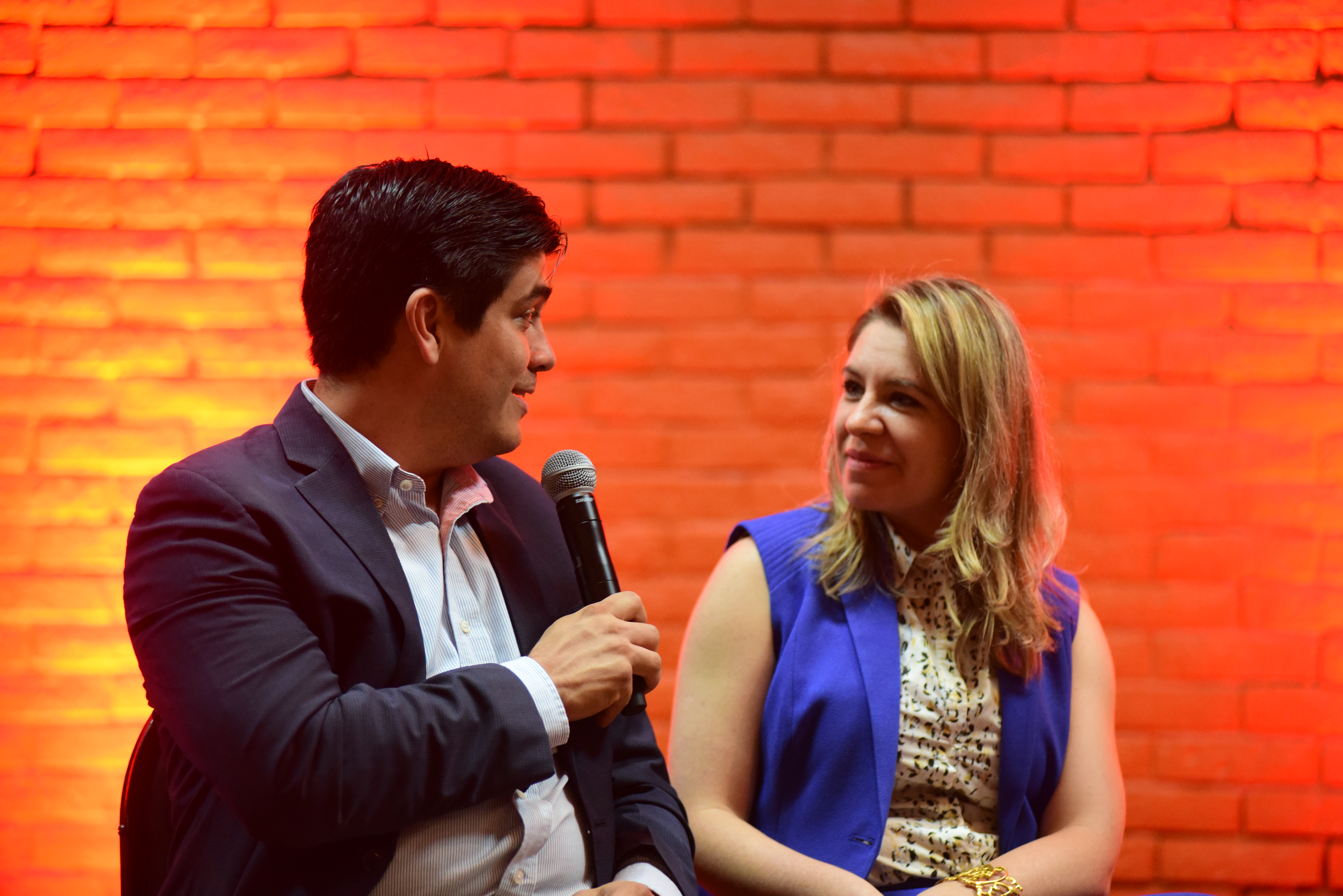
Claudia Dobles Camargo während einer Veranstaltung mit ihrem Mann

Claudia Dobles Camargo (* 19. November 1980 in Quesada, Alajuela) ist eine costa-ricanische Architektin und als Frau des amtierenden Präsidenten Carlos Alvarado Quesada die First Lady des zentralamerikanischen Staates. Bekanntheit erlange Camargo insbesondere durch ihren Einsatz für die Dekarbonisierung Costa Ricas.

## Karriere
Claudia Dobles Camargo wurde als Tochter eines costa-ricanischen Vaters und einer mexikanischen Mutter geboren. Ihren späteren Ehemann lernte sie auf einer Fahrt im Schulbus kennen, später heirateten die beiden. Die Architektin Camargo spielte im Präsidentschaftswahlkampf eine entscheidende Rolle. Insbesondere ihre Kompetenzen in den Bereichen Stadtplanung, Verkehr und Mobilität wurden im Wahlkampf eingesetzt. Nach der Wahl Quesadas zum Präsidenten wurde Camargo First Lady und interpretiert diese Rolle politisch. Ihr wird ein großer politische Einfluss nachgesagt, der den vormaliger First Ladies deutlich übersteigt.

### Politisches Engagement
Camargo engagiert sich als First Lady vor allem für die Umwelt. Sie wirkt am Nationalen Dekarbonisierungsplan mit, wobei sie Initiativen zu grüner Mobilität koordiniert. Ihr Ziel ist dabei die Verkehrswende hin zu elektrischer und nachhaltiger Mobilität. Dabei setzt sich Camargo für eine Verbesserung des ÖPNVs und eine Steuer auf fossile Brennstoffe ein.